# Malcolm Lowry
Malcolm Lowry (New Brighton, península de Wirral, Inglaterra, 28 de julio de 1909 - Ripe, Sussex del Este, 26 de junio de 1957) fue un novelista, poeta y cuentista inglés que ha sido fundamentalmente valorado por escribir una de las mayores novelas de lengua inglesa del siglo XX: Bajo el volcán.

## Biografía
Fue educado en la Leys School y en St. Catharine's College, Cambridge. A pesar de haber disfrutado de todos los privilegios de un niño y adolescente de la alta burguesía, al tiempo de su graduación en 1931, las obsesiones gemelas del alcohol y la literatura que dominarían su vida ya tenían un puesto firme. Lowry ya había viajado bastante en sus primeros años, había navegado al Lejano oriente en un barco de la empresa naviera de uno de sus abuelos, y a los Estados Unidos y Alemania, a donde fue enviado por su padre para que aprendiese alemán. Después de Cambridge, Lowry vivió brevemente en Londres, donde conoció a Dylan Thomas, entre otros, y dio inicio a su vida consagrada a escribir sin importar nada más, asumiendo desde un principio su inclinación hacia la autodestrucción. Después de publicar su primera novela, Ultramarine, se mudó a Francia, donde se casó en 1934 con su primera esposa, la norteamericana Jan Gabrial, quien había incursionado en la actuación y en la poesía. Esta fue una unión turbulenta y, después de una de varias rupturas, Lowry la siguió a Nueva York (donde él ingresó al Hospital Bellevue en 1936 debido al alcohol), experiencia recreada en su relato "Lunar Caustic", y luego a Hollywood, donde comenzó a escribir guiones para la pantalla.
La pareja se mudó después al Hotel Casino de la Selva en Cuernavaca, México, a finales de 1936, en un intento final de salvar su matrimonio. No tuvieron éxito y a finales de 1937 Lowry se quedó solo en Oaxaca y entró en otro oscuro período de exceso alcohólico que culminó en ser deportado del país, periodo que luego sería sublimado en su novela Bajo el volcán. En 1939 se trasladó a Canadá y el siguiente año se casó con su segunda esposa, Margerie Bonner, también norteamericana, escritora que en su infancia había actuado en cine. La pareja vivió y escribió en un par de cabañas en la playa cercana a Dollarton en la Columbia Británica, región de bosques y fiordos junto al océano Pacífico. Aunque la pareja viajó a Europa, Estados Unidos y el Caribe, y Lowry continuó bebiendo en demasía, este parece haber sido un período relativamente tranquilo y productivo. Duró hasta 1954, cuando comenzó un nuevo ciclo nómada, viajando a Nueva York, Londres y otros lugares. Lowry murió en Inglaterra el 26 de junio de 1957 en la villa de Ripe, Sussex del Este, donde estaba viviendo con su esposa, por la ingestión de alcohol y posiblemente por una sobredosis de antidepresivos.
Lowry publicó poco durante su vida, en comparación con la extensa colección de manuscritos inconclusos que dejó. De sus novelas, Bajo el volcán (1947), reescrita innumerables veces, es ahora reconocida ampliamente como una de las grandes obras de la literatura del siglo XX. Ejemplifica el método de Lowry como escritor, que involucraba esbozar sobre material autobiográfico e imbuirlo con capas complejas de simbolismo. Bajo el volcán dibuja una serie de relaciones complejas y destructivas. El alcohólico protagonista, Geoffrey Firmin, trasunto de Malcolm Lowry, es el excónsul británico en Cuernavaca. La novela está ambientada en Cuernavaca y ubica la trama en el año en que Cárdenas nacionalizó el petróleo de las compañías británicas y estadounidenses, en 1938. Narra un descenso a los infiernos el Día de todos los muertos de 1938, mientras el excónsul se emborracha con mezcal. La novela jamás hubiese sobrevivido al delirio autodestructivo del autor si no llega a ser por el editor Albert Erskine, amigo leal que creyó como nadie en su talento. 
Ultramarina (1933), novela escrita mientras Lowry era todavía estudiante y admiraba mucho al escritor noruego Nordahl Grieg, trata de un joven que en su primer viaje en barco trata de ganarse la aceptación de la tripulación.
El resto de sus publicaciones fueron póstumas, y están todas retocadas por su viuda: una colección de historias cortas, Escúchanos, oh Señor, desde el cielo tu morada (1961), las novelas Oscuro como la tumba donde yace mi amigo (1968), suerte de segunda parte de Bajo el volcán, y Ferry de octubre a Gabriola (1970). El poeta Earle Birney editó Poemas selectos (1962) y Birney y Margerie Bonner Lowry, la viuda de Lowry, colaboraron en editar Lunar Caustic (1968), esta última una refundición de un relato publicado en vida de Lowry en una revista francesa.

## Obras traducidas al español
- Ghostkeeper y relatos de juventud. Editorial Pre-Textos. 1978.
- Ferry d'octubre a Gabriola. Edicions 62, S.A. 1987.
- Bajo el volcán, Ediciones Era, México, 1964. Traducción de Raúl Ortiz y Ortiz.
- Piedra infernal (Lunar Caustic). Literatura y Ciencia. Hay edición en ediciones Era, México,. 2000.
- Rumbo al mar blanco. Malpaso. 2017.
- Escúchanos, oh Señor, desde el cielo tu morada. Tiempo Nuevo. 1971.
- Oscuro como la tumba donde yace mi amigo. Monte Ávila. 1969.
- Un trueno sobre el Popocatépetl. Era. 2000.
- Ultramarina. Monte Ávila. 1969.
- El volcán, el mezcal, los comisarios. Tusquets. 1980.
- La mordida. Penguin Random House. 2024.[1]